# Scarlat Callimachi
Scarlat Callimachi (1773-1821) fue hospodar de Moldavia y de Valaquia a comienzos del siglo XIX.

## Biografía
Nació en 1773 en Constantinopla y hacia 1794 contrajo matrimonio con Smaragda Mavroyeni. Gobernante de Moldavia, nombrado primeramente en 1806 y en 1807 y más adelante de 1812 a 1819, dotó al Principado de Moldavia de los códigos de leyes que llevan su nombre, promulgándolos en 1816. Fue depuesto del cargo por la Sublime Puerta. Instalado en Constantinopla, en 1821 ejerció, nominalmente, como gobernante del Principado de Valaquia. Fue asesinado ese mismo año tras el inicio de la guerra de independencia de Grecia, al parecer en Paflagonia.